# 天主教卢茨克教区
天主教盧茨克教區（拉丁語：Dioecesis Luceoriensis）是羅馬天主教在烏克蘭的一個教區，屬利沃夫總教區。
教區範圍包括沃倫州和羅夫諾州，教座位於沃倫州州府盧茨克。2004年有教友29,850人，估當地總人口1.4%。教區下轄卅六個堂區，有廿二名司鐸。現任主教為馬基揚·特羅菲米亞克。
教區建於1404年，1792年被撤銷。1798年8月8日新恢復的日托米爾和基輔兩個教區併入本教區。1925年10月28日日托米爾教區析出。